# Football Club des Girondins de Bordeaux 1972-1973
Questa voce raccoglie le informazioni riguardanti il Football Club des Girondins de Bordeaux nelle competizioni ufficiali della stagione 1972-1973.

## Maglie e sponsor
Lo sponsor tecnico per la stagione 1972-1973 è Le Coq Sportif.
| Manica sinistra · Maglietta · Maglietta · Manica destra · Pantaloncini · Calzettoni |

## Rosa
| N. |                    | Ruolo | Calciatore           |
| -- | ------------------ | ----- | -------------------- |
|    | Francia (bandiera) | P     | Philippe Bergerôo    |
|    | Francia (bandiera) | P     | Pierre Rigoni        |
|    | Francia (bandiera) | D     | Jean-Claude Dubouil  |
|    | Francia (bandiera) | D     | Jean-Paul Dupont     |
|    | Francia (bandiera) | D     | Guy Fraunié          |
|    | Francia (bandiera) | D     | Jean-Claude Goyenaga |
|    | Francia (bandiera) | D     | Joël Heyndrickx      |
|    | Francia (bandiera) | D     | André Mérelle        |
|    | Francia (bandiera) | D     | Francis Meyrieu      |
|    | Francia (bandiera) | D     | Roland Mitoraj       |
|    | Francia (bandiera) | D     | Gérard Papin         |

| N. |                       | Ruolo | Calciatore         |
| -- | --------------------- | ----- | ------------------ |
|    | Francia (bandiera)    | C     | Patrice Barrat     |
|    | Francia (bandiera)    | C     | Arnaud Dos Santos  |
|    | Francia (bandiera)    | C     | André Gallice      |
|    | Francia (bandiera)    | C     | Jean Gallice       |
|    | Francia (bandiera)    | C     | Alain Giresse      |
|    | Francia (bandiera)    | C     | Philippe Goubet    |
|    | Jugoslavia (bandiera) | C     | Ivan Lipošinović   |
|    | Camerun (bandiera)    | C     | Jean-Pierre Tokoto |
|    | Uruguay (bandiera)    | A     | Pierrino Lattuada  |
|    | Belgio (bandiera)     | A     | Édouard Wojciak    |